# Острів Тужливого Серця
О́стрів Тужли́вого Се́рця (Шапка Наполеона, Стогнуче Серце; рос. Остров Томящегося Сердца) — невеликий острів у затоці Петра Великого Японського моря. Знаходиться за 35 м від берега бухти Теляковського. Адміністративно належить до Хасанського району Приморського краю Росії.

## Географія
Острів овальної форми, розташований в незаповідній території бухти Теляковського. Із західного боку він з'єднаний мілководною протокою з материком, через яку можна пройти пішки. На острові є невеликий бір із сосни могильної (занесена до Червоної книги Росії), поширені чагарники із шипшини. На сході розташована природна «ванна» з каменем-серцем. Острів є популярним місцем відпочинку тюленя ларги.

## Історія
Острів названий так, тому що поряд з берегом лежить великий камінь, який за формою нагадує серце і коли об нього б'ються хвилі, створюється відчуття ніби серце б'ється.